# Парил
Парѝл е село в Югозападна България. То се намира в община Хаджидимово, област Благоевград.

## Население

### Етнически състав
Преброяване на населението през 2011 г.
Численост и дял на етническите групи според преброяването на населението през 2011 г.:
|                     | Численост |
| Общо                | 17        |
| Българи             | 17        |
| Турци               | -         |
| Цигани              | -         |
| Други               | -         |
| Не се самоопределят | -         |
| Неотговорили        | -         |

## География
Село Парил се намира в планински район в историко-географската област Мървашко. Намира се в подножието на Цари връх в планината Славянка (Алиботуш) и южните склонове на Пирин планина. Парилската седловина дели тези две планини. Селото е изходен пункт за хижа Славянка и за преходи по едноименната планина с нейните забележителни природни дадености и пещери. Девствеността на района е подплатена с множество билки, чист въздух, прекрасна вода и още много. В Славянка е разположен биосферният резерват Алиботуш, в който има многообразие от растителни видове: черна и бяла мура, пирински чай, тис.
На изток от селото в местността Кулата е намерен керамичен материал съхранен в Гайтаниново, който показва наличие на живот от ранния период на желязната епоха. Запазени са останки от антична крепостна стена, частично използвана и през Средновековието.
В подножието на Славянка има рудници за желязна руда добивана до 1960 година.

## История
Парил е селище с богато историческо минало. В землището на селото са открити археологически останки от различни исторически епохи. Край Парилската кула са разкрити крепостни стени на римско селище и водопровод. И днес по нивите се намират стари монети, свидетелство за интензивен поселищен живот.
През XIX век селото е малко чисто българско селище, числящо се към Неврокопската кааза на Серския санджак. Църквата „Св. св. Константин и Елена“ е построена в началото на XIX век. В „Етнография на вилаетите Адрианопол, Монастир и Салоника“, издадена в Константинопол в 1878 година и отразяваща статистиката на населението от 1873 година, Парил (Paril) е посочено като село с 35 домакинства и 130 жители българи. В 1889 година Стефан Веркович („Топографическо-этнографическій очеркъ Македоніи“) отбелязва Парил като чифлик с 45 български къщи.
В 1891 година Георги Стрезов пише за селото:
| „ | Парил чифлик, на Ю от Гайтаниново. Преди няколко години било чифлик; селянете си изкупили земята. Земледелието е на първо място; сеят: ръж, ечмик и мисир. Лежи в един дол при подношието на Али Ботуш. Църква, в която се чете по гръцки. Между Гайтаниново и Парил чифлик се виждат развалини от замък, които и сега се казват Култата. По-долу има Градища. Броят на къщите възлиза до 50; българе. | “ |

Според статистическите изследвания на Васил Кънчов („Македония. Етнография и статистика“) към 1900 година населението на селото брои общо 300 души, всички българи-християни.
По данни на секретаря на Българската екзархия Димитър Мишев („La Macédoine et sa Population Chrétienne“) в 1905 година в Парил (Poril) живеят 432 българи екзархисти. В селото функционира българско начално училище с 1 учител и 12 ученици.
При избухването на Балканската война в 1912 година шестима души от селото са доброволци в Македоно-одринското опълчение.

## Личности
Родени в Парил
- Георги Алачев (Алачов), македоно-одрински опълъченец, 35 (36)-годишен, четата на Стоян Мълчанков[10]
- Ташко Парилски, български революционер, четник при Филип войвода